# Armenia en el Festival de la Canción de Eurovisión 2023
Armenia participará en el LXVII Festival de la Canción de Eurovisión, que se celebrará en Liverpool, Reino Unido del 9 al 13 de mayo de 2023, tras la imposibilidad de Ucrania de acoger el concurso por la victoria de Kalush Orchestra con la canción «Stefania». La Hayastani Hanrayin Herrustaynkerut’yuny (Televisión Pública de Armenia en español) radiodifusora encargada de la participación armenia en el festival, decidió utilizar un sistema de elección interna para elegir a su representante en el concurso eurovisivo. El 1 de febrero de 2023, fue anunciada la artista Brunette como la representante armenia en el festival. Su tema «Future Lover» fue publicado el 15 de marzo de 2023 junto a su videoclip oficial en YouTube.

## Historia de Armenia en el Festival
Armenia es uno de los países que se unieron al concurso durante la primera década del siglo XXI, debutando en 2006. Desde entonces, ha participado en 15 ocasiones, siendo sus mejores participaciones las de 2008 y 2014, cuando obtuvieron el cuarto lugar. Además, se han clasificado en el Top 10 en sus primeras 6 participaciones, quedando eliminados en semifinales solo en 2011, 2018 y 2019. Por lo tanto, es considerado uno de los países más exitosos dentro del festival.
En 2022, la cantante Rosa Linn, terminó en 20.ª posición con 61 puntos en la gran final: 17 puntos del televoto (17.ª) y 40 del jurado profesional (16.ª), con el tema «Snap».

## Representante para Eurovisión

### Elección Interna
La AMPTV decidió mantener su sistema de elección interna para seleccionar a su representante en el festival de Eurovisión 2023. El 25 de enero de 2023, comenzó a reportarse entre la prensa local la elección de Brunette como la representante armenia, habiendo compuesto un tema R&B en armenio. El 1 de febrero de 2023, Brunette fue confirmada por la AMPTV como la cantante seleccionada para representar a Armenia en el festival. Sobre su elección, la artista comentó: «Estoy feliz de compartir la noticia con vosotros. ¡Solo creo música, y esta vez la compartiré con la audiencia europea!». Así mismo, el director ejecutivo de la cadena, Hovhannes Movsisyan declaró:

«El año pasado estaba justificado enviar a un joven artista a Eurovisión. La canción sigue siendo exitosa y cautiva a millones de fans. Espero que este año sorprendamos a la audiencia europea con un artista armenio único».
Hovhannes Movsisyan

Su canción titulada «Future Lover» es una balada épica con toques folk/R&B compuesta por ella misma y escrita mayormente en inglés con algunas líneas en armenio, idioma que Armenia no usaba desde 2018. El tema fue publicado junto a su videoclip oficial en el canal de YouTube de Eurovisión.

«"Future Lover" es un lienzo poético, una carta sin destinatario. Recuerdo una vez que me desplacé por mi teléfono y vi esta hermosa cita que era un pensamiento tan simple pero hermoso que me inspiró de inmediato. Las palabras se convirtieron en una melodía y toda una gama de emociones explotó fuera de mí. A lo largo de nuestras vidas, todos buscamos al indicado: el futuro amante, la encarnación de nuestros sueños, ideales, miedos...».
Brunette

## En Eurovisión
De acuerdo a las reglas del festival, todos los concursantes deben iniciar desde las semifinales, a excepción del anfitrión (en este caso, Reino Unido), el ganador del año anterior, Ucrania y el Big Five compuesto por Alemania, España, Francia, Italia y el propio Reino Unido. En el sorteo realizado el 31 de enero de 2023, Armenia fue sorteada en la segunda semifinal del festival. En este mismo sorteo, se determinó que participaría en la primera mitad de la semifinal (posiciones 1-8). Semanas después, ya conocidos los artistas y sus respectivas canciones participantes, la producción del programa dio a conocer el orden de actuación, determinando que el país participaría en la segunda posición, después de Dinamarca y precediendo a Rumania.

### Semifinal 2
Brunette tomó parte de los ensayos los días 1 y 4 de mayo así como de los ensayos generales con vestuario de la segunda semifinal los días 10 y 11 de mayo. Armenia se presentó en la posición 2, después de Dinamarca y antes de Rumania.
Al final del show, Armenia fue anunciada como uno de los 10 países finalistas.

### Final
Durante un sorteo previo a la rueda de prensa de los ganadores de la segunda semifinal, se decidió en que mitad participaría cada finalista. Armenia fue sorteada para participar en la segunda mitad de la final (posiciones 14-26). El orden de actuación revelado durante la madrugada del viernes 12 de mayo, decidió que Armenia debía actuar en la posición 17 después de Bélgica y detrás de Moldavia. Brunette tomará parte de los ensayos generales con vestuario de la final los días 12 y 13 de mayo. El ensayo general de la tarde del 12 será tomado en cuenta por los jurados profesionales para emitir sus votos, que representarán el 50% de los puntos.